# Норра-Кваркен
Но́рра-Ква́ркен, Се́верный Ква́ркен (швед. Norra Kvarken, также Kvarken; фин. Merenkurkku) — пролив в Балтийском море, соединяющий северную и южную части Ботнического залива. Разделяет Швецию (лен Вестерботтен) на северо-западе и Финляндию (провинция Похьянмаа) на юго-востоке.

## Описание
Ширина пролива Норра-Кваркен составляет 75 км.

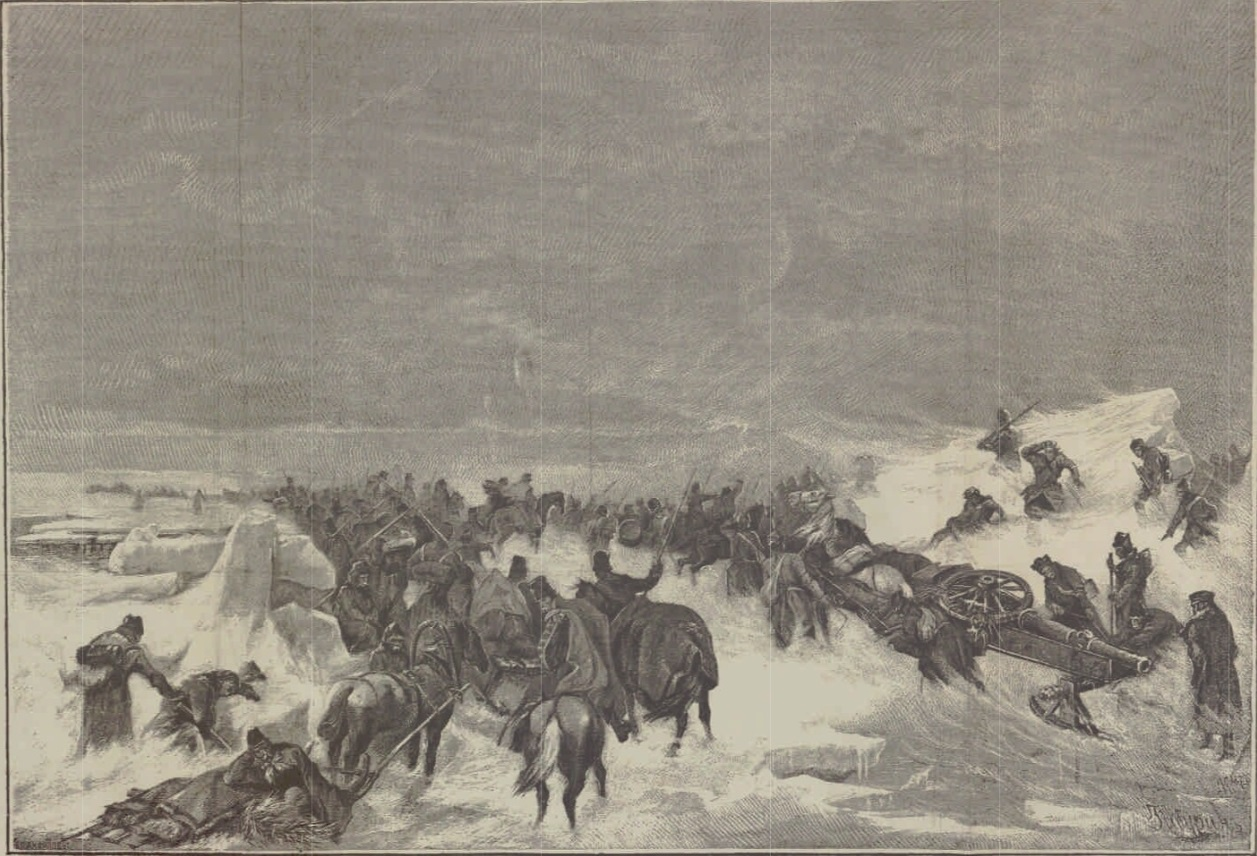
Переход через Кваркен
(рисунок из «Военной энциклопедии»)

Группой островов Хольмёарна (крупнейшие — Хольмён и Энгесён), принадлежащих Швеции, разделяется на два пролива, называемые Эстра-Кваркен и Вестра-Кваркен. У финского берега расположен архипелаг Кваркен (крупнейший остров — Райппалуото (Реплут)).
Летом Кваркен опасен для мореходцев по множеству отмелей и по неровности дна; зимой он замерзает и представляет сухопутное сообщение между противолежащими берегами
Глубина в восточной части пролива достигает 6—7 м, в западной — до 29 метров. Течения в проливе зависят от ветров и атмосферного давления. В зимний период пролив замерзает, что позволило русской армии перейти его по льду в 1809 в ходе русско-шведской войны.